# デビッド・ヘルナンデス
デビッド・ホセ・ヘルナンデス（David Jose Hernandez, 1985年5月13日 - ）は、アメリカ合衆国カリフォルニア州サクラメント出身の元プロ野球選手（投手）。右投右打。愛称はディーヘルン。
メキシコ系アメリカ人である。

## 経歴

### プロ入り前
2003年のMLBドラフト29巡目（全体857位）でコロラド・ロッキーズから指名されたが、この時は入団しなかった。
2004年のMLBドラフト34巡目（全体1016位）でアリゾナ・ダイヤモンドバックスから指名されたが、この時も入団しなかった。

### プロ入りとオリオールズ時代

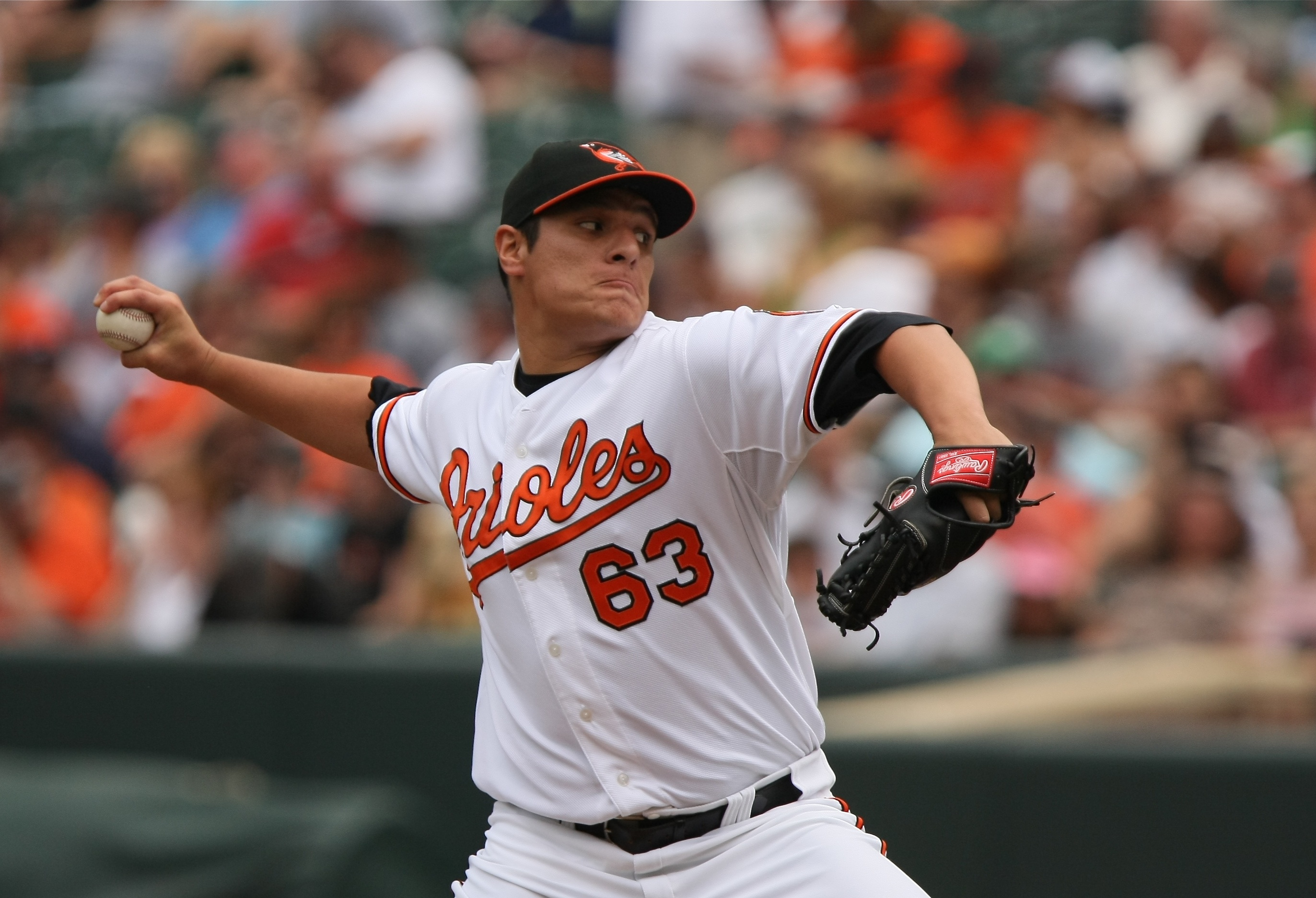
ボルチモア・オリオールズ時代
（2009年6月28日）

2005年のMLBドラフト16巡目（全体483位）でボルチモア・オリオールズから指名され、7月12日に契約。契約後、傘下のA-級アバディーン・アイアンバーズでプロデビュー。12試合（先発8試合）に登板して1勝2敗、防御率3.89、47奪三振を記録した。
2006年はA級デルマーバ・ショアバーズでプレーし、28試合に先発登板して7勝8敗、防御率4.15、154奪三振を記録した。
2007年はA+級フレデリック・キーズでプレーし、28試合（先発27試合）に登板して7勝11敗、防御率2.68、168奪三振を記録した。
2008年はAA級ボウイ・ベイソックスでプレーし、27試合に先発登板して10勝4敗、防御率2.68、166奪三振を記録した。オフの11月18日にオリオールズとメジャー契約を結び、40人枠入りした。
2009年3月8日にオリオールズと1年契約に合意。3月14日にAAA級ノーフォーク・タイズへ異動し、そのまま開幕を迎えた。5月28日にメジャーへ初昇格し、同日のデトロイト・タイガース戦でメジャーデビュー。5.2回を5安打1失点に抑え、メジャー初勝利を挙げた。2度目の登板となった6月2日のシアトル・マリナーズ戦では、5.1回を投げ10安打5失点と打ち込まれ、メジャー初黒星を喫し、その後はロングリリーフに回った。6月11日に上原浩治が故障者リストから復帰したため、AAA級ノーフォークへ降格。6月28日に上原が再び故障者リスト入りしたため、メジャーへ再昇格した。昇格後は3試合に先発し、7月10日に再びAAA級ノーフォークへ降格。その後、7月20日に再昇格した。この年は20試合（先発19試合）に登板して4勝10敗、防御率5.42、68奪三振を記録した。
2010年3月9日にオリオールズと1年契約に合意。この年は開幕ロースター入りしたが、開幕3連敗を喫し、シーズン初勝利が8登板目の5月21日になるなど不調が続いたため、28日のトロント・ブルージェイズ戦からリリーフに配置転換された。その後はリリーフに定着していたが、8月5日に左足首の故障で15日間の故障者リスト入りした。9月7日に復帰。この年は41試合（先発8試合）に登板して8勝8敗2セーブ、防御率4.31、72奪三振を記録した。

### ダイヤモンドバックス時代
2010年12月6日にマーク・レイノルズ、後日発表選手とのトレードで、キャム・ミコライオと共にダイヤモンドバックスへ移籍した。
2011年3月11日にダイヤモンドバックスと1年契約に合意。この年は開幕からリリーフに定着し、チームトップの74試合に登板。5勝3敗11セーブ、防御率3.38、77奪三振を記録した。
2012年3月3日にダイヤモンドバックスと1年契約に合意。この年も開幕からセットアッパーとして活躍。6月24日にダイヤモンドバックスと2年契約を結んだ。この年は72試合に登板して2勝3敗4セーブ、防御率2.50、98奪三振を記録した。
2013年は開幕前の3月に開催された第3回ワールド・ベースボール・クラシック（WBC）のメキシコ代表のロースターに暫定的に登録されたものの、メキシコ系4世であり、メキシコ系として世代が遠いという理由で代表を辞退した。それと時期を同じくして、アメリカ合衆国代表に暫定登録されていたクリス・ペレスが右肩痛を理由に代表を辞退したため、代替の追加登録選手としてアメリカ合衆国代表に登録され、結局、第3回WBCに出場することになった。ヘルナンデスは「メキシコ代表で投げることを楽しみにしていたが、生まれ育ったアメリカの代表チームで投げることは本当に光栄なことだ」と話している。第1ラウンドのカナダ戦で8回裏から起用され、代表初登板を果たしたが、3安打1失点で2死しか取れないまま途中降板した。第2ラウンドのプエルトリコ戦では、3点ビハインドの8回表から登板。1回を1安打無失点1奪三振に抑えたが、この試合でチームは敗退した。
シーズンでは前年同様にセットアッパーとして活躍していたが、7月下旬から救援失敗が続き、8月11日に傘下のAAA級リノ・エーシズへ降格した。降格後はAAA級リノで9試合に登板し、0勝0敗2セーブ、防御率0.93と好投。登録枠が拡大された9月1日にメジャーへ昇格した。この年は62試合に登板して5勝6敗、防御率4.48、66奪三振を記録した。
2014年はスプリングトレーニングで8試合に登板したが、右肘の故障で3月29日に15日間の故障者リスト入りした。翌30日にトミー・ジョン手術を行うことが発表された。4月14日に60日間の故障者リストへ異動し、シーズンを全休した。オフの12月17日にダイヤモンドバックスと200万ドルの1年契約に合意した。
2015年は開幕から故障者リストに入っていたが、6月7日に復帰して40試合に登板した。11月2日にFAとなった。

### フィリーズ時代

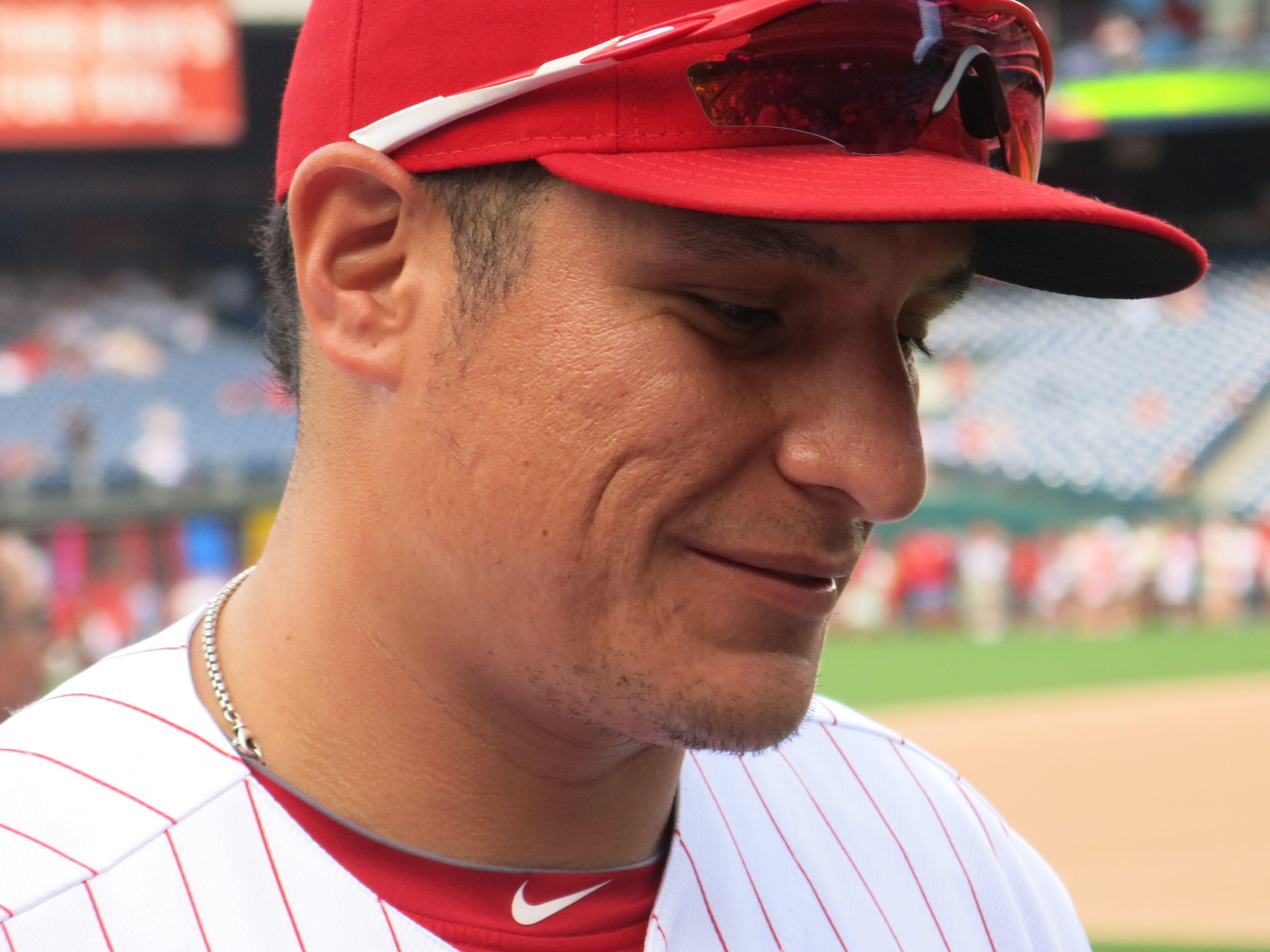
フィラデルフィア・フィリーズ時代
（2016年7月16日）

2015年12月9日にフィラデルフィア・フィリーズと1年契約を結んだ。
2016年はチーム2位タイとなる70試合に登板した。オフの11月3日にFAとなった。

### ブレーブス傘下時代
2017年2月14日にサンフランシスコ・ジャイアンツとマイナー契約を結び、スプリングトレーニングに招待選手として参加することになった。3月26日にアトランタ・ブレーブスとマイナー契約を結んで移籍した。開幕後は傘下のAAA級グウィネット・ブレーブスで7試合に登板した。

### エンゼルス時代
2017年4月24日に後日発表選手または金銭とのトレードで、ロサンゼルス・エンゼルスへ移籍し、メジャー契約を結んでアクティブ・ロースター入りした。

### ダイヤモンドバックス復帰
2017年7月31日にルイス・マデロとのトレードで、ダイヤモンドバックスへ移籍した。オフの11月2日にFAとなった。

### レッズ時代
2018年1月30日にシンシナティ・レッズと2年総額500万ドルで契約を結んだ。
2019年8月9日にDFAとなり、11日に自由契約となった。

### ヤンキース傘下時代
2019年8月14日にニューヨーク・ヤンキースとマイナー契約を結び、傘下のAAA級スクラントン・ウィルクスバリ・レイルライダースへ配属された。9月4日に自由契約となった。

### ヤンキース傘下退団後
2020年1月3日にワシントン・ナショナルズとマイナー契約を結んでスプリングトレーニングに招待選手として参加することになったと報じられ、2月12日に正式公示されたが、3月14日に自由契約となった。その後、7月3日にクリーブランド・インディアンスとマイナー契約を結んだが、9月20日に自由契約となった。この年はメジャー・マイナーともに登板は無かった。
2021年以降はいずれの球団にも所属せず、現役を引退した。

## 詳細情報

### 年度別投手成績
| 年 度     | 球 団     | 登 板 | 先 発 | 完 投 | 完 封 | 無 四 球 | 勝 利 | 敗 戦 | セ 丨 ブ | ホ 丨 ル ド | 勝 率 | 打 者 | 投 球 回 | 被 安 打 | 被 本 塁 打 | 与 四 球 | 敬 遠 | 与 死 球 | 奪 三 振 | 暴 投 | ボ 丨 ク | 失 点 | 自 責 点 | 防 御 率 | W H I P |
| --------- | --------- | ----- | ----- | ----- | ----- | -------- | ----- | ----- | -------- | ----------- | ----- | ----- | -------- | -------- | ----------- | -------- | ----- | -------- | -------- | ----- | -------- | ----- | -------- | -------- | ------- |
| 2009      | BAL       | 20    | 19    | 0     | 0     | 0        | 4     | 10    | 0        | 0           | .286  | 462   | 101.1    | 118      | 27          | 46       | 0     | 1        | 68       | 3     | 0        | 62    | 61       | 5.42     | 1.62    |
| 2010      | BAL       | 41    | 8     | 0     | 0     | 0        | 8     | 8     | 2        | 2           | .500  | 348   | 79.1     | 72       | 9           | 42       | 4     | 4        | 72       | 9     | 0        | 40    | 38       | 4.31     | 1.44    |
| 2011      | ARI       | 74    | 0     | 0     | 0     | 0        | 5     | 3     | 11       | 23          | .625  | 291   | 69.1     | 49       | 4           | 30       | 1     | 2        | 77       | 7     | 1        | 27    | 26       | 3.38     | 1.14    |
| 2012      | ARI       | 72    | 0     | 0     | 0     | 0        | 2     | 3     | 4        | 25          | .400  | 278   | 68.1     | 48       | 4           | 22       | 1     | 3        | 98       | 4     | 1        | 21    | 19       | 2.50     | 1.02    |
| 2013      | ARI       | 62    | 0     | 0     | 0     | 0        | 5     | 6     | 2        | 15          | .455  | 263   | 62.1     | 50       | 10          | 24       | 4     | 4        | 66       | 6     | 0        | 33    | 31       | 4.48     | 1.19    |
| 2015      | ARI       | 40    | 0     | 0     | 0     | 0        | 1     | 5     | 0        | 7           | .167  | 144   | 33.2     | 33       | 6           | 11       | 0     | 3        | 33       | 1     | 0        | 18    | 16       | 4.28     | 1.31    |
| 2016      | PHI       | 70    | 0     | 0     | 0     | 0        | 3     | 4     | 1        | 15          | .429  | 322   | 72.2     | 77       | 11          | 32       | 5     | 2        | 80       | 6     | 0        | 31    | 31       | 3.84     | 1.50    |
| 2017      | LAA       | 38    | 0     | 0     | 0     | 0        | 1     | 0     | 1        | 8           | 1.000 | 140   | 36.1     | 29       | 0           | 8        | 0     | 1        | 37       | 3     | 0        | 10    | 9        | 2.23     | 1.02    |
| 2017      | ARI       | 26    | 0     | 0     | 0     | 0        | 2     | 1     | 1        | 10          | .667  | 74    | 18.2     | 19       | 4           | 1        | 0     | 0        | 15       | 2     | 0        | 10    | 10       | 4.82     | 1.07    |
| '17計     | ARI       | 64    | 0     | 0     | 0     | 0        | 3     | 1     | 2        | 18          | .750  | 214   | 55.0     | 48       | 4           | 9        | 0     | 1        | 52       | 5     | 0        | 20    | 19       | 3.11     | 1.04    |
| 2018      | CIN       | 57    | 0     | 0     | 0     | 0        | 5     | 2     | 0        | 15          | .714  | 254   | 64.0     | 46       | 6           | 17       | 1     | 5        | 65       | 3     | 2        | 20    | 18       | 2.53     | 0.98    |
| 2019      | CIN       | 47    | 0     | 0     | 0     | 0        | 2     | 5     | 2        | 12          | .286  | 198   | 42.2     | 53       | 7           | 20       | 3     | 1        | 53       | 1     | 0        | 39    | 38       | 8.02     | 1.71    |
| MLB：10年 | MLB：10年 | 547   | 27    | 0     | 0     | 0        | 38    | 47    | 24       | 132         | .447  | 2774  | 648.2    | 594      | 88          | 253      | 19    | 26       | 664      | 45    | 4        | 311   | 297      | 4.12     | 1.31    |

### 背番号
- 63（2009年）
- 29（2010年）
- 30（2011年 - 2013年、2015年 - 2016年）
- 33（2017年 - 同年7月30日）
- 47（2017年8月1日 - 同年終了）
- 37（2018年 - 2019年）

### 代表歴
- 2013 ワールド・ベースボール・クラシック・アメリカ合衆国代表